# 刘显武
刘显武（1969年12月—2018年1月14日），中国企业家，安徽人，曾任朗科智能董事长、实际控制人。

## 生平
刘显武的家乡在安徽大别山区。他曾在安徽省电子工业学校（现为安徽电子信息职业技术学院）获得中专学历。1991年7月至1993年11月间，刘显武在国营第767厂工作，担任技术员。1993年12月，他离开安徽南下，在深圳鹏星微波通信有限公司任工程经理，主要负责发射终端设备的研发。2001年4月，他离开了深圳鹏星微波通信。
2001年11月，他与朋友创办了朗科有限责任公司，历任常务副总经理、董事长、总经理。2012年，朗科公司更名为朗科智能。2012年10月，刘显武出任朗科智能董事长兼总经理，同时兼任杭州朗能、广东朗科、浙江朗科执行董事，浙江朗科总经理、深圳市宝安区半导体照明产业技术创新联盟副理事长。2016年9月，朗科智能在深圳证交所创业板上市。
朗科主营智能控制器，公司的客户有九阳股份、TTI、爱仕达、莱克电气、小米科技等公司。
2018年1月14日，刘显武突发疾病逝世，逝世前他是朗科智能的董事长、实际控制人，持有朗科智能36.12%的股份。